# Fédération tchèque d'athlétisme
La Fédération tchèque d'athlétisme (en tchèque Český atletický svaz) est la fédération d'athlétisme de la République tchèque.
Créée en 1897, alors en Autriche-Hongrie, elle est considérée comme une des plus anciennes fédérations nationales sportives au monde même si elle résulte de la scission ultérieure de la Tchécoslovaquie. Elle est membre de l'IAAF depuis 1920.

## Historique du relais 4 × 100 m
La création des relais : le premier temps reconnu comme certain, sans être cependant un record du monde officiel, date de 1897, peu après la création le 8 mai de la Česká amatérská atletická unie ou Czech Amateur Athletic Union (ČAAU) qui organisait en Bohême, alors en Autriche-Hongrie, non seulement l'athlétisme, mais aussi la natation, le football, la voile ou l'haltérophilie. Le 26 juin de cette année, lors du Ve meeting du Sparta de Prague, l'équipe organisatrice (AC Sparta Praha) l'emporte sur le MAC de Budapest, en 48 secondes 1/5. Contrairement au relais 4 × 400 m, dont les origines sont nettement américaines, car il est issu du 4 × 440 yards, le relais 4 × 100 m est lui d'origine européenne. Les Scandinaves, notamment, imposent par la suite cette nouvelle spécialité, dans l'espoir d'y jouer un rôle important. En 1911, seul l'athlétisme est régi par la ČAAU, les autres fédérations s'étant constituées.